# Wilajet daszoguski
Wilajet daszoguski (turkmeń. Daşoguz welaýaty, Дашогуз велаяты) – jeden z pięciu wilajetów Turkmenistanu, położony w północnej części kraju. Ośrodkiem administracyjnym jest miasto Daszoguz (141,8 tys.). Inne ważniejsze miasta to Köneürgenç i Ýylanly.